# Башакуль
Башакуль — посёлок в Аргаяшском районе Челябинской области. Входит в состав Худайбердинского сельского поселения.
Башакуль образован в конце 1950-х гг. На территории был небольшой поселок, он обслуживал карьер по добыче нерудных материалов[каких?]. Жители поселка — переселенцы после радиационной аварии на химкомбинате «Маяк» (1957).

## География
Расположен в северо-восточной части района, на берегу озера Бакшикуль. В 6 км к западу находятся пруды-отстойники химкомбината «Маяк» (запретная зона), в 5 км к юго-западу протекает река Теча. Расстояние до районного центра, села Аргаяш, 85 км.

## Население
| 2002 | 2010 |
| ---- | ---- |
| 329  | ↘247 |

(в 1970—799, в 1983—633, в 1995—390)

## Улицы
- Улица Ленина
- Лесная улица
- Улица Мира
- Молодёжный переулок
- Улица Пушкина
- Улица Салавата Юлаева
- Свердловская улица
- Школьная улица
- Школьный переулок
- Восточный переулок
- Г. Тукая улица
- Улица Первомайская (1 Мая)[уточнить]

## Инфраструктура
- Библиотека
- Школа
- ЗАО «Башакульское»[источник не указан 1448 дней]
- Детский сад